# De Gekroonde Poelenburg

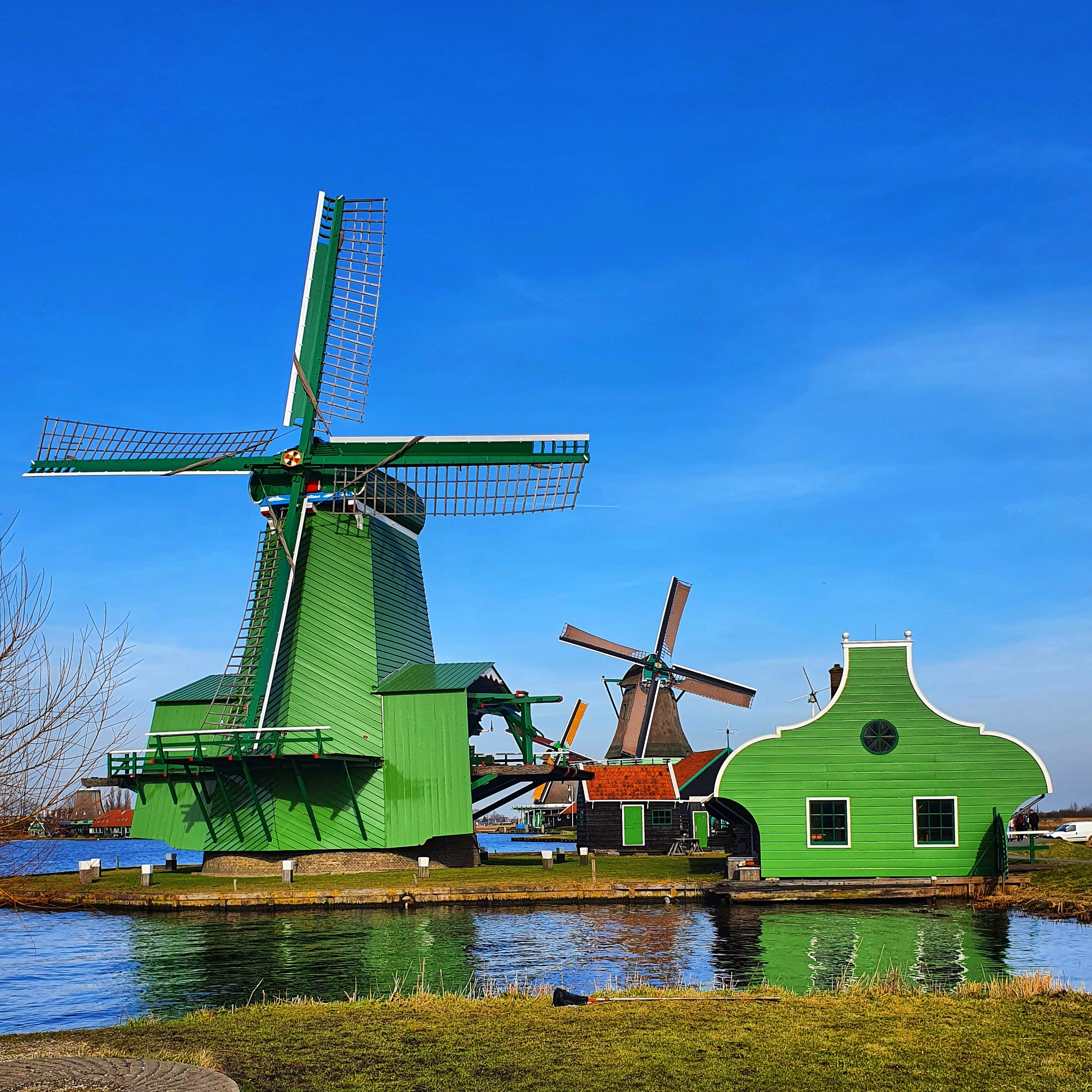
Molen de Gekroonde poelenburg bij Zaanse schans

De (Gekroonde) Poelenburg is een houtzaag-paltrokmolen aan de Zaanse Schans in de gemeente Zaanstad.
De molen heeft een bewogen leven achter de rug. De oorspronkelijke Poelenburg werd waarschijnlijk voor 1731 gebouwd in wat toen Oostzaandam werd genoemd, sinds 1811 onderdeel van de stad Zaandam. Nadat de molen in 1903 was afgebrand, werd de paltrok 'De Locomotief' in 1904 op de plek van de Poelenburg neergezet. 'De Locomotief' was in 1866/'67 in Koog aan de Zaan gebouwd. 'De Locomotief' ging vanaf de verplaatsing door het leven als 'De Gekroonde Poelenburg'. De molen was tot begin jaren vijftig van de 20e eeuw in bedrijf en raakte daarna snel in verval.
De molen werd op zijn oorspronkelijke standplaats niet gerestaureerd maar werd in 1964 overgeplaatst naar de toen in aanbouw zijnde Zaanse Schans en werd daar van de grond af aan weer opgebouwd. De molen verloor daarbij de oorspronkelijke oud-Zaans-groene kleurstelling en werd zwart geteerd. Op het erf waar de molen staat, heeft eeuwenlang de pelmolen De Grootvorst gestaan, die op 28 maart 1928 is afgebrand.
Volgens molenkenner Pieter Boorsma hebben er in de Zaanstreek ongeveer 237 paltrokken gestaan, waarvan alleen de Gekroonde Poelenburg en De Held Jozua nog over zijn.
In 2005 onderging de molen in opdracht van de eigenaar de Vereniging De Zaansche Molen een grote restauratie waarbij het houtwerk weer in de oorspronkelijke potdekseling werd aangebracht. Het nieuwe houtwerk werd bij deze gelegenheid tevens weer voorzien van de oude kleur, waardoor de molen in plaats van een sobere, zwarte verschijning een van de kleurigste gebouwen aan de Schans geworden is. De originele gietijzeren bovenas uit 1866 met nummer 430, van ijzergieterij De Prins van Oranje, zit nog steeds in de molen.
De molen heeft een zaagraam met schulpraam, met in het midden alleen een zaagraam en aan de andere kant alleen een schulpraam.
De 20,30 m lange roeden van het fabricaat Beudeker zijn in mei 1963 gemaakt. Bij een inspectie van de roeden in het voorjaar van 2014 bleken de roeden slechter te zijn dan vooraf werd gedacht. Op 28 januari 2015 zijn twee nieuwe, 20.36 m lange roeden gestoken gemaakt door Vaags met de roenummers 326 (buitenroede) en 327 (binnenroede).

## Overbrengingen
- De overbrengingsverhouding is 1 : 2,54.
- Het bovenwiel heeft 66 kammen en het krukwiel 26 kammen. De krukas draait hierdoor 2,54 keer sneller dan de bovenas.

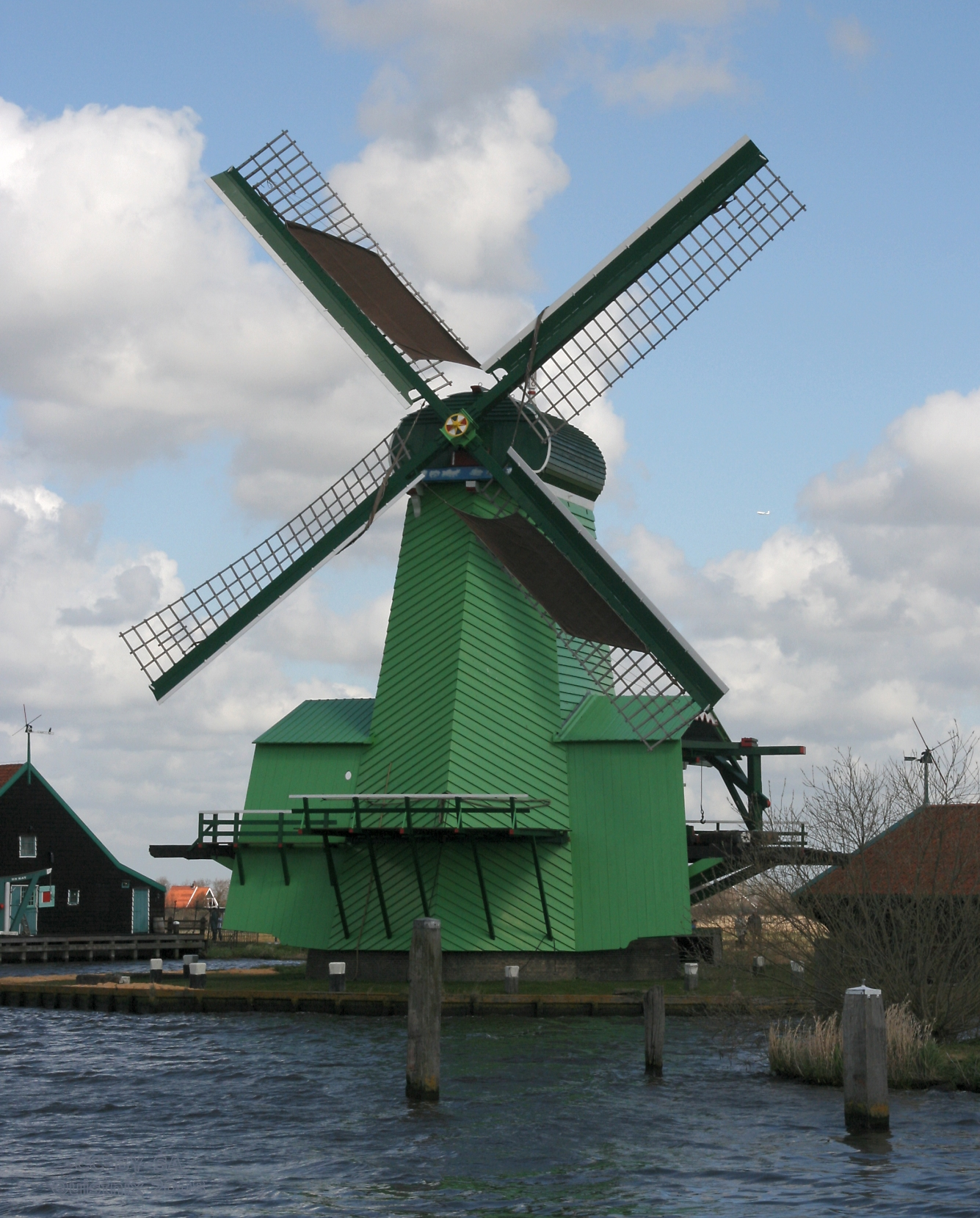
april 2008, met donkere zeilen
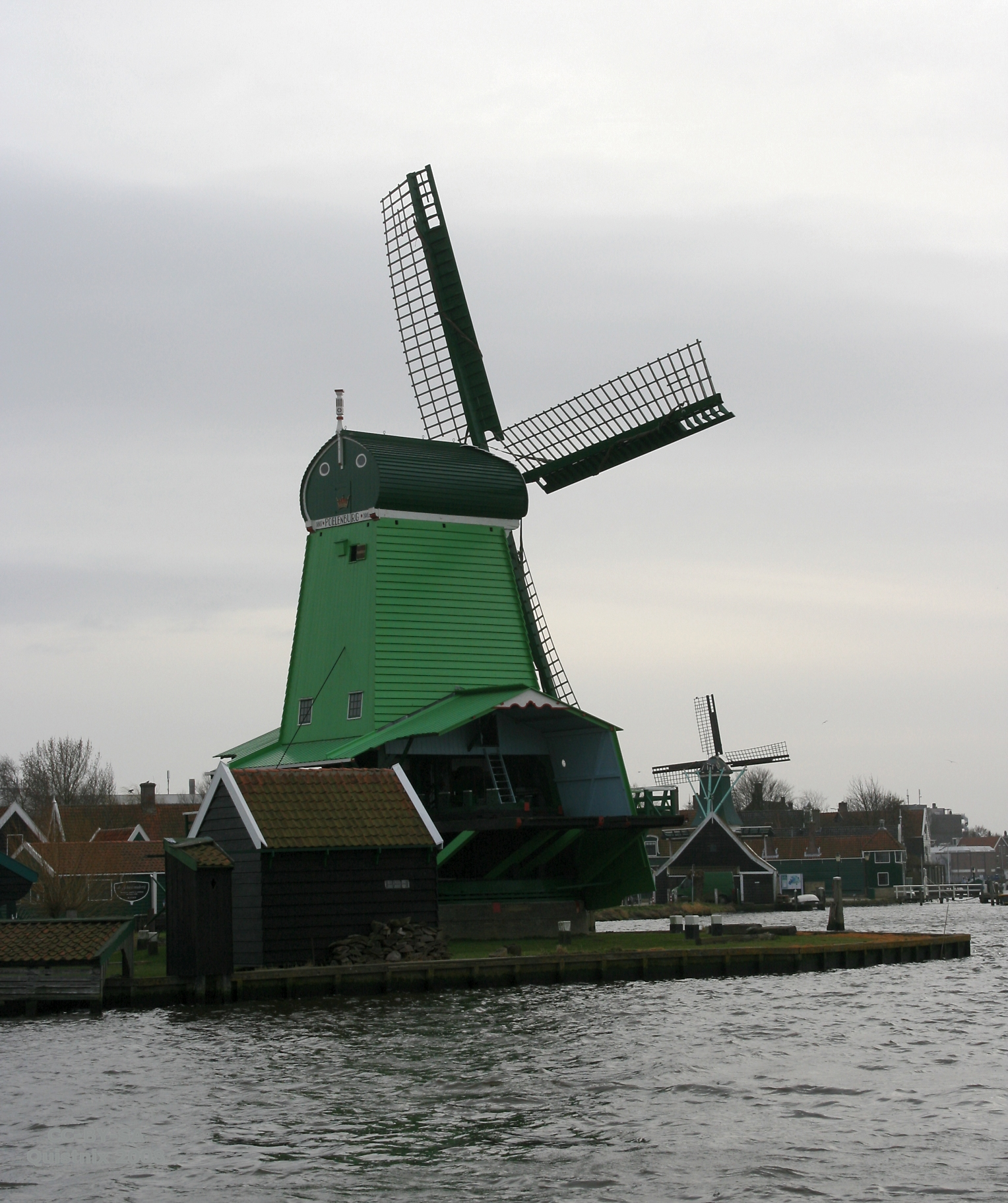
Schuin van achteren met De Huisman op de achtergrond
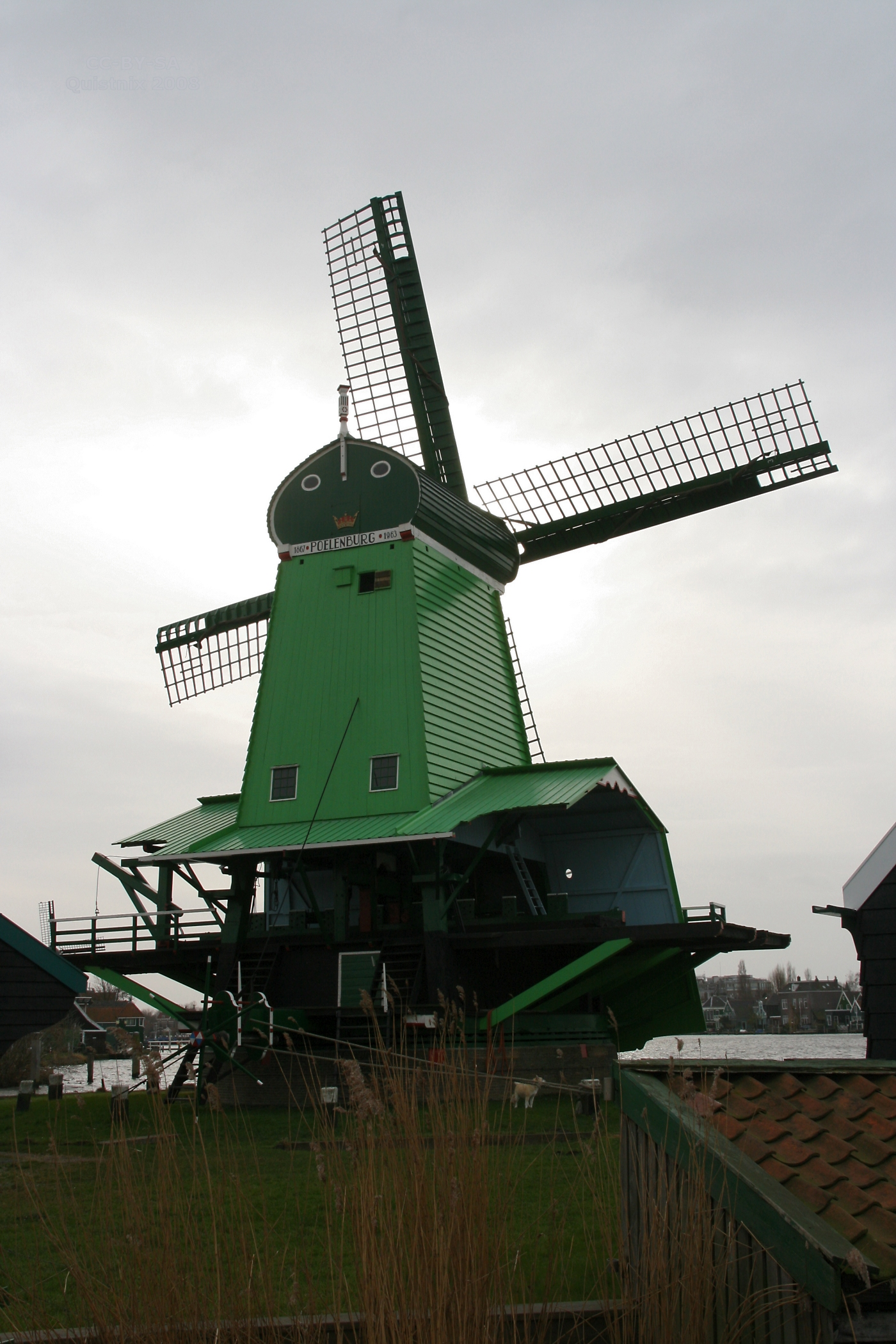
De voor een paltrokmolen typerende open achterkant
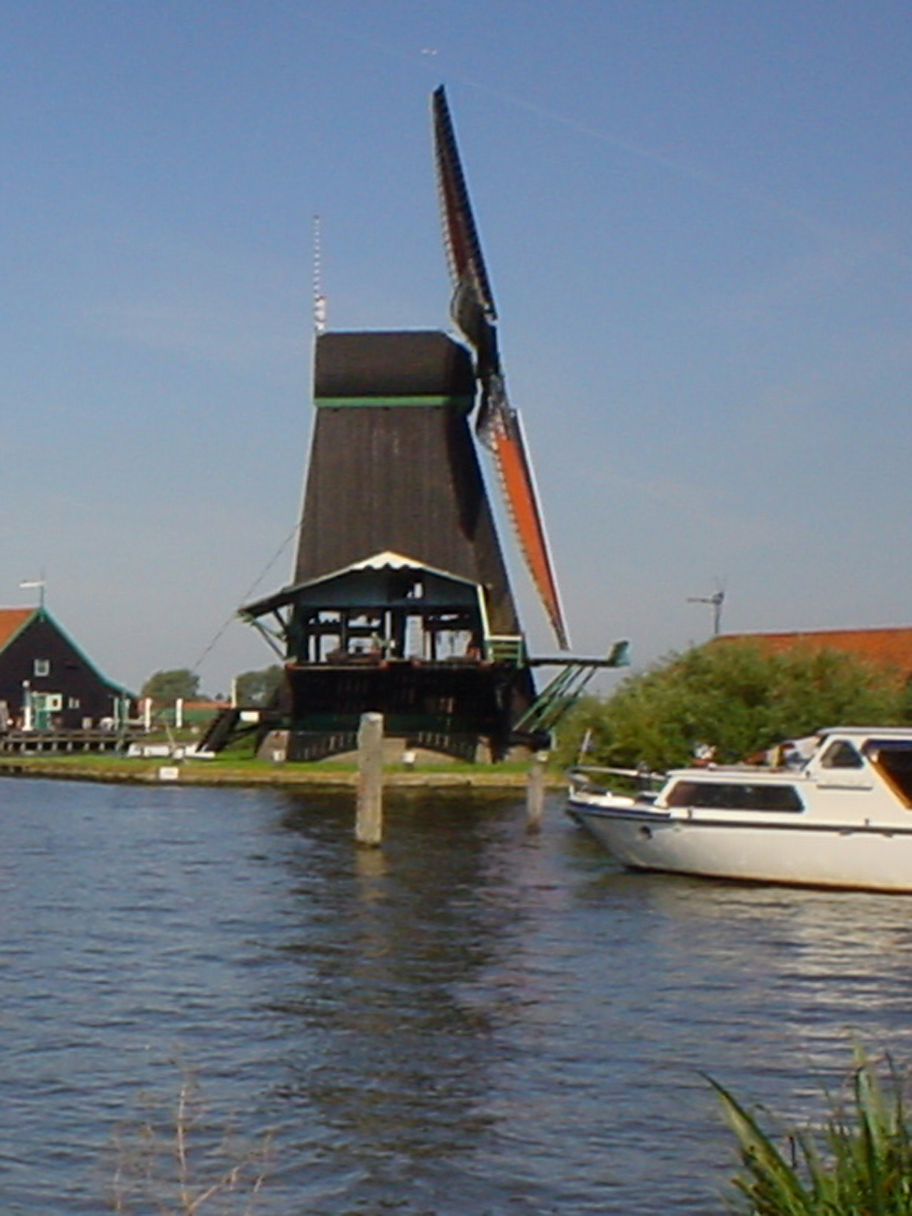
Vóór de restauratie van 2005, hier nog zwart geteerd.
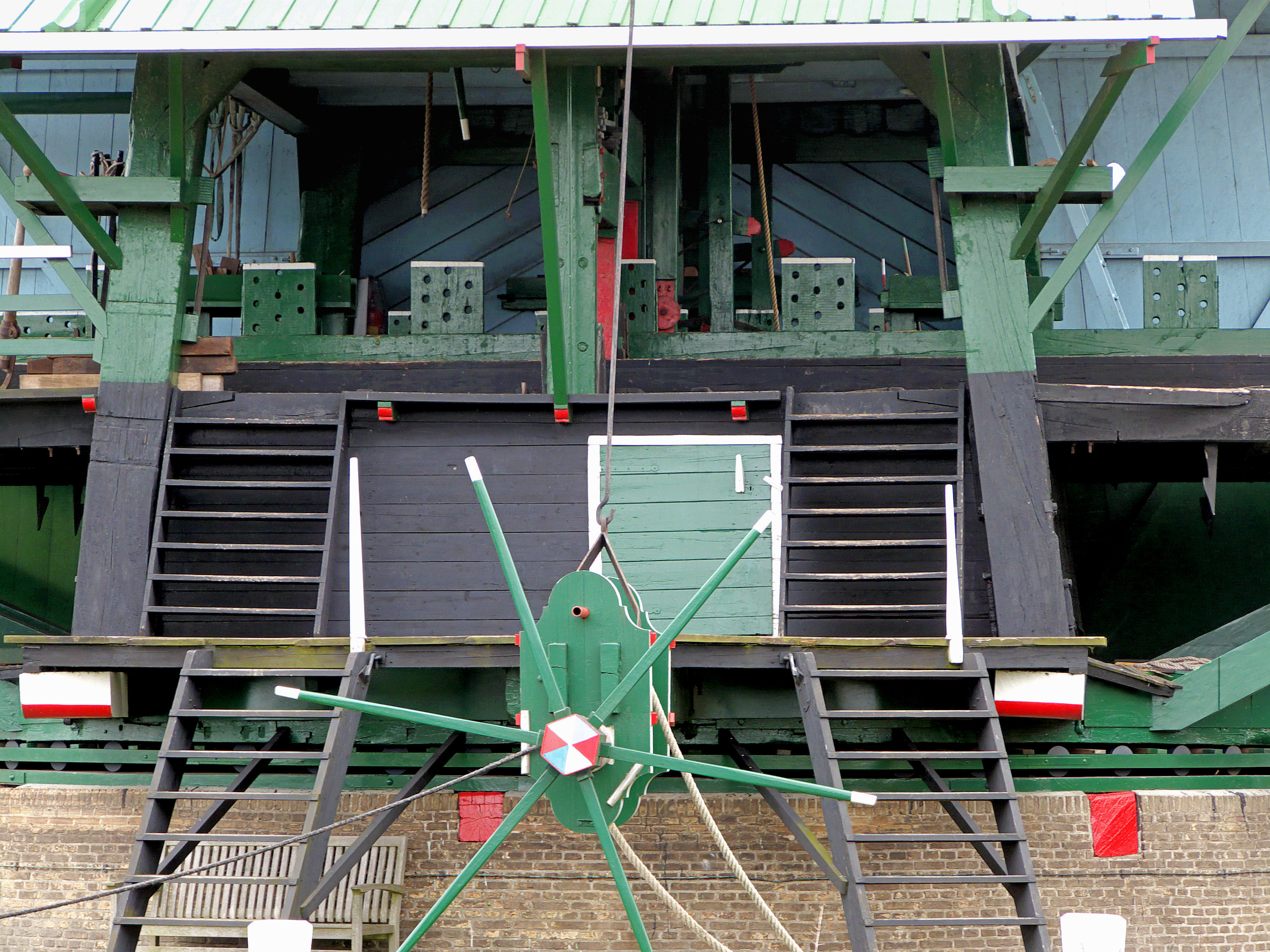
Opgang
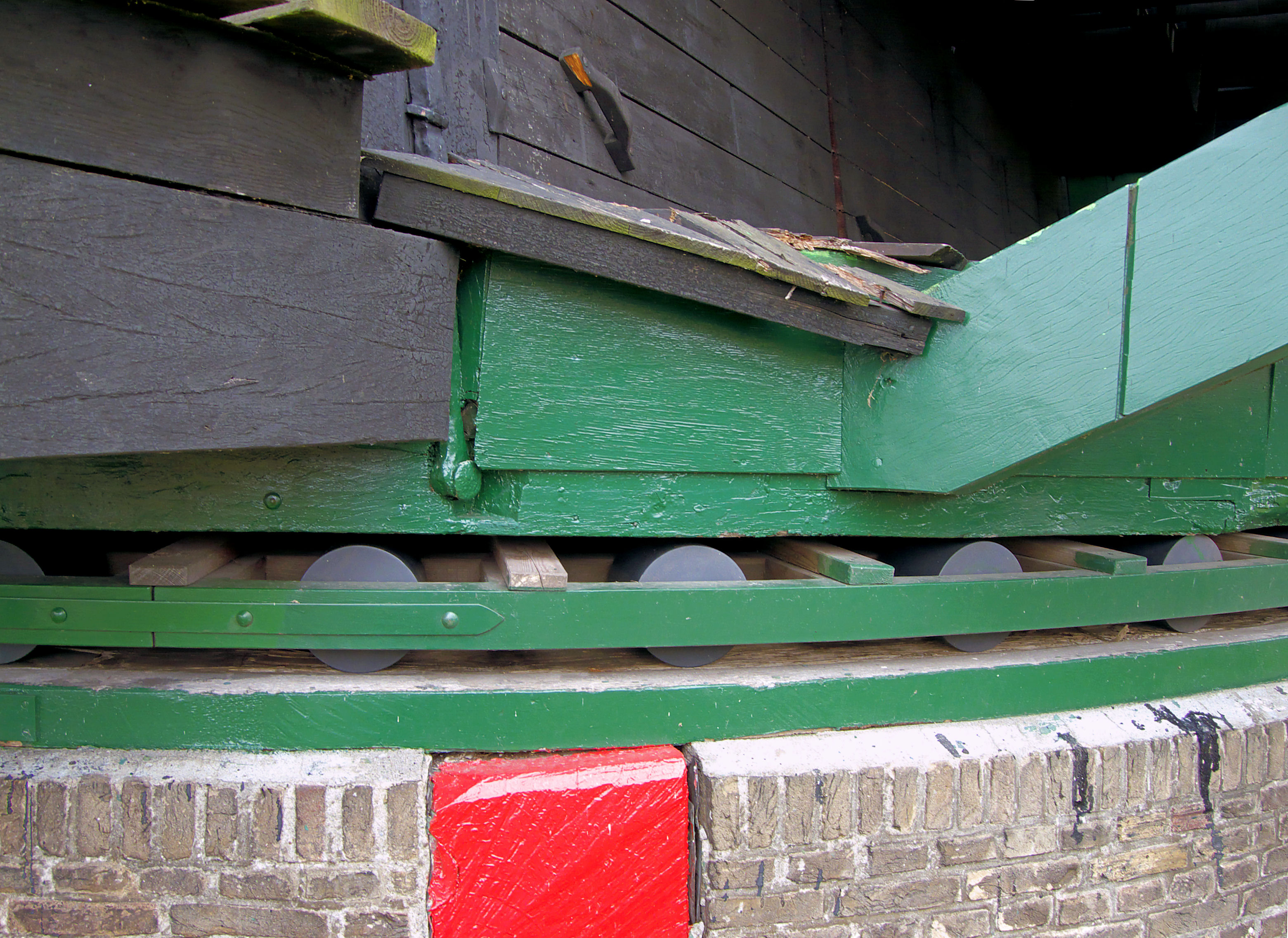
Kruiwerk
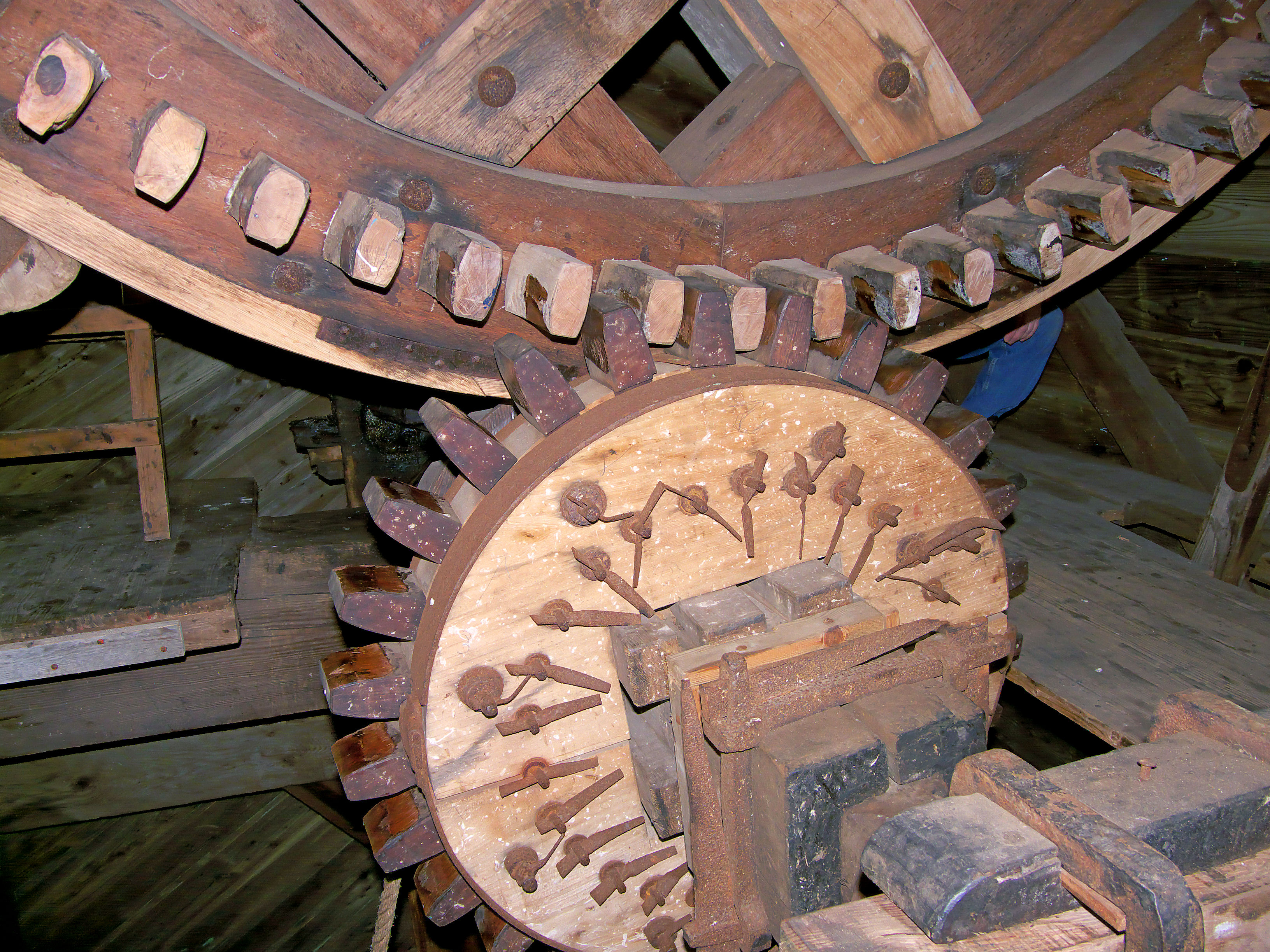
Bovenwiel en krukwiel
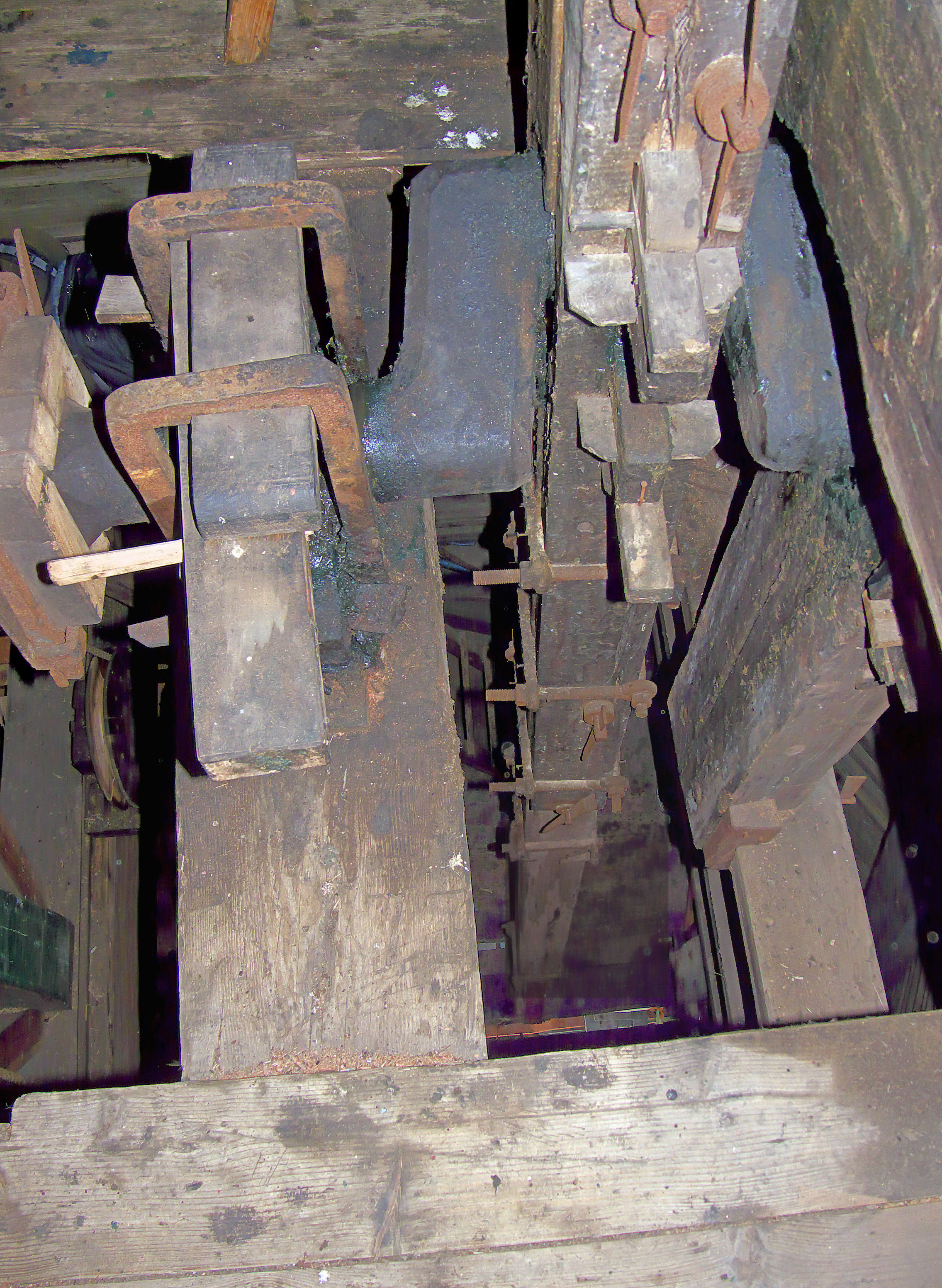
Krukas met wuifelaar
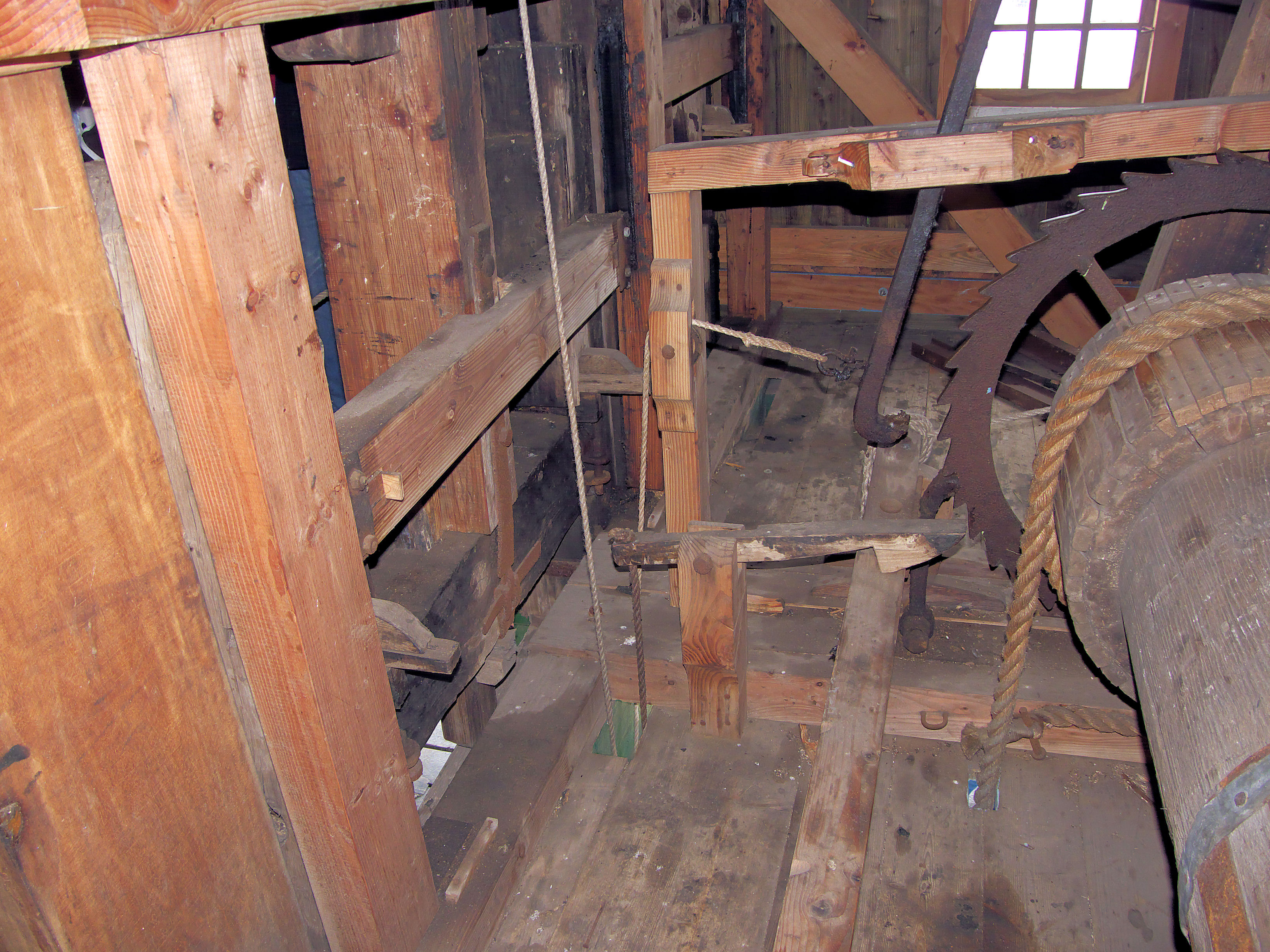
Winderij